# Nerobergbahn
| Wagen der Nerobergbahn nahe der Talstation auf dem Viadukt von 1888                                                                                      |                                |                            |                 |
| Streckenlänge: | 0,438 km                       |                            |                 |
| Spurweite: | 1000 mm (Meterspur)            |                            |                 |
| Maximale Neigung: | 260 ‰                          |                            |                 |
| Zahnstangensystem: | Riggenbach (dient zum Bremsen) |                            |                 |
| Streckengeschwindigkeit: | 6,78 / 7,3 km/h                |                            |                 |
| |                                |                            |                 |
| \| \| \| Bergstation \| 241 m \| \| \| \| \| \| \| \| \| Ausweiche in Streckenmitte \| \| \| \| \| Nerotal-Viadukt \| \| \| \| \| Talstation \| 157 m \| |                                |                            |                 |
| Kopfbahnhof Streckenanfang |                                | Bergstation                | 241 m           |
| Strecke |                                |                            |                 |
| |                                | Ausweiche in Streckenmitte |                 |
| Brücke |                                | Nerotal-Viadukt            | Nerotal-Viadukt |
| Kopfbahnhof Streckenende |                                | Talstation                 | 157 m           |

| Fahrweg                      | Fahrweg                     |
| ---------------------------- | --------------------------- |
| Betriebseröffnung:           | 25. September 1888          |
| Gleislänge:                  | 438 m                       |
| Spurweite:                   | 1.000 mm                    |
| Höhenunterschied:            | 83 m                        |
| max. Steigung:               | 26 %                        |
| durchschnittliche Steigung:  | 19 %                        |
| Zugseil                      |                             |
| Material:                    | Litzen, kunststoffummantelt |
| Länge:                       | 452 m                       |
| Durchmesser:                 | 28 mm                       |
| Gewicht:                     | 1.600 kg                    |
| Durchmesser der Seilscheibe: | 3,60 m                      |
| Wasserbehälter/Pumpe         |                             |
| Volumen Bergbehälter:        | 350 m³                      |
| Volumen Talbehälter:         | 200 m³                      |
| Pumpenleistung:              | 60 m³/h, 25 bar             |
| Wagen                        |                             |
| Gewicht:                     | 8.100 kg                    |
| max. Wasserbefüllungsmenge:  | 7.000 l                     |
| max. Besatzung:              | 40 Personen                 |
| Betrieb                      |                             |
| Geschwindigkeit:             | 7,3 km/h                    |

Die Nerobergbahn ist eine im Jahre 1888 errichtete Wasserlast- und Zahnstangen-Standseilbahn im Norden Wiesbadens. Sie führt vom Nerotal auf den Neroberg, wobei sie auf einer Länge von 438 m und bei einer durchschnittlichen Steigung von 19 % einen Höhenunterschied von 83 m überwindet. Als letzte Bergbahn dieses Typs in Deutschland ist die Nerobergbahn heute ein technisches Kulturdenkmal nach dem Hessischen Denkmalschutzgesetz. Die Nerobergbahn wird von der ESWE Verkehrsgesellschaft betrieben und unterhalten, jährlich wird sie von mehr als 250.000 Passagieren genutzt, wovon ca. 80 Prozent Touristen sind.

## Geschichte

Der 1888 errichtete Viadukt der Nerobergbahn am Ende der heutigen Nerotalanlagen in Wiesbaden, davor ein Holzpavillon, in dem sich ein Studio für Porträtfotografie für Touristen befand, historische Fotografie um 1895

Zunächst war geplant, eine Zahnradbahn auf den Neroberg zu bauen. 1873 erteilte die Stadt Wiesbaden dem Schweizer Erfinder und Ingenieur Niklaus Riggenbach dafür die Konzession. Dieses Vorhaben zerschlug sich im selben Jahr infolge des Gründerkrachs.
Im Jahre 1886 stellte der Unternehmer Carl Rudolf aus Baden-Baden einen Konzessionsantrag auf eine mit Wasserballast betriebene Drahtseilbahn, welche die Strecke zwischen dem Nerotal und der Spitze des Nerobergs überwinden sollte. Die Bausumme belief sich auf 222.352 Mark. 1887 wurde der Antrag von der Stadt Wiesbaden bewilligt und ein Jahr später, am 25. September 1888, konnte die Nerobergbahn eröffnet werden.
Heftige Kritik erntete das am unteren Ende der Strecke in vier gemauerten Bogen das Nerotal überspannende Viadukt der Bahn, das damals als unpassender technischer Eingriff in die Natur empfunden wurde. Auch Kaiser Wilhelm II. äußerte noch 1902 seinen Unmut darüber. Alle Kritik blieb jedoch folgenlos, das Viadukt ist bis heute erhalten.
1895 ging die Bahn auf die neu gegründete Süddeutsche Eisenbahn-Gesellschaft (SEG) über, die auch die Wiesbadener Straßenbahn betrieb. 1923 wurde der Betrieb aus wirtschaftlichen Gründen vorübergehend eingestellt und zwei Jahre später, nach der Übernahme durch die Stadt Wiesbaden, wieder aufgenommen. 1939 erhielt die Maschinenfabrik Esslingen, welche die Bahn bereits gebaut hatte, den Auftrag, größere Wagen (für 75 Personen) zu bauen und die Anlage auf elektrischen Antrieb umzustellen. Der Ausbruch des Zweiten Weltkriegs verhinderte den Umbau. 1944 musste die Nerobergbahn wegen Kriegsschäden stillgelegt werden. Nach der Instandsetzung 1946 wurde sie zunächst von der US-amerikanischen Besatzungsmacht beschlagnahmt und war erst 1948 wieder allgemein zugänglich.
1962 wurden durch die Maschinenfabrik Esslingen die Ballasttanks saniert und gleichzeitig die Aufbauten vom Fahrzeugwerk Auwärter erneuert. 1972 wurden die Gleisanlagen saniert und die beiden Fahrzeuge so lackiert, dass sie an die ursprüngliche Erscheinung erinnerten.
In den frühen 1990er Jahren wurde der Viadukt generalüberholt, die Förderpumpe erneuert und ein neues Zugseil aufgelegt. Das alte voll verschlossene Seil wurde durch ein Litzenseil für bessere Sicherheit ersetzt. 1997 feierte die Nerobergbahn ihr 110-jähriges Jubiläum und hatte eine Rekord-Besucherzahl von 276.942 Personen zu verzeichnen. In den späten 1990er Jahren erhielt sie wiederum einen neuen Anstrich. In der Mitte der 2000er Jahre wurden die Schienen erneuert. Die Nerobergbahn hatte in ihrer Geschichte keinen einzigen Unfall.
Am 25. August 2000 wurde im historischen ehemaligen Toilettenhäuschen an der Talstation ein kleines Museum zur Bahn und ihrer Geschichte eingerichtet. Es wird nach seinem Erbauer, dem langjährigen Wiesbadener Stadtbaumeister Felix Genzmer, Genzmer-Häuschen genannt.

## Heutiger Betrieb
Die Nerobergbahn wird von der ESWE Verkehrsgesellschaft betrieben und unterhalten. Sie fährt jedes Jahr von Karfreitag bis Ende Oktober. In dieser Zeit fährt die Nerobergbahn täglich von 9:00 bis 19:00 Uhr. Die Taktfrequenz ist der Viertelstundentakt. Eine Fahrt berg- und talwärts kostet (Stand: April 2024) für Erwachsene 6,00 €, für Kinder unter 14 Jahren 3,50 €. Jährlich werden etwa 250.000 Personen befördert.
An der Talstation liegt die Endhaltestelle der Buslinie 1. Von der Bergstation aus erreicht man über einen 250 m langen Fußweg das Opelbad und die Russische Kirche.

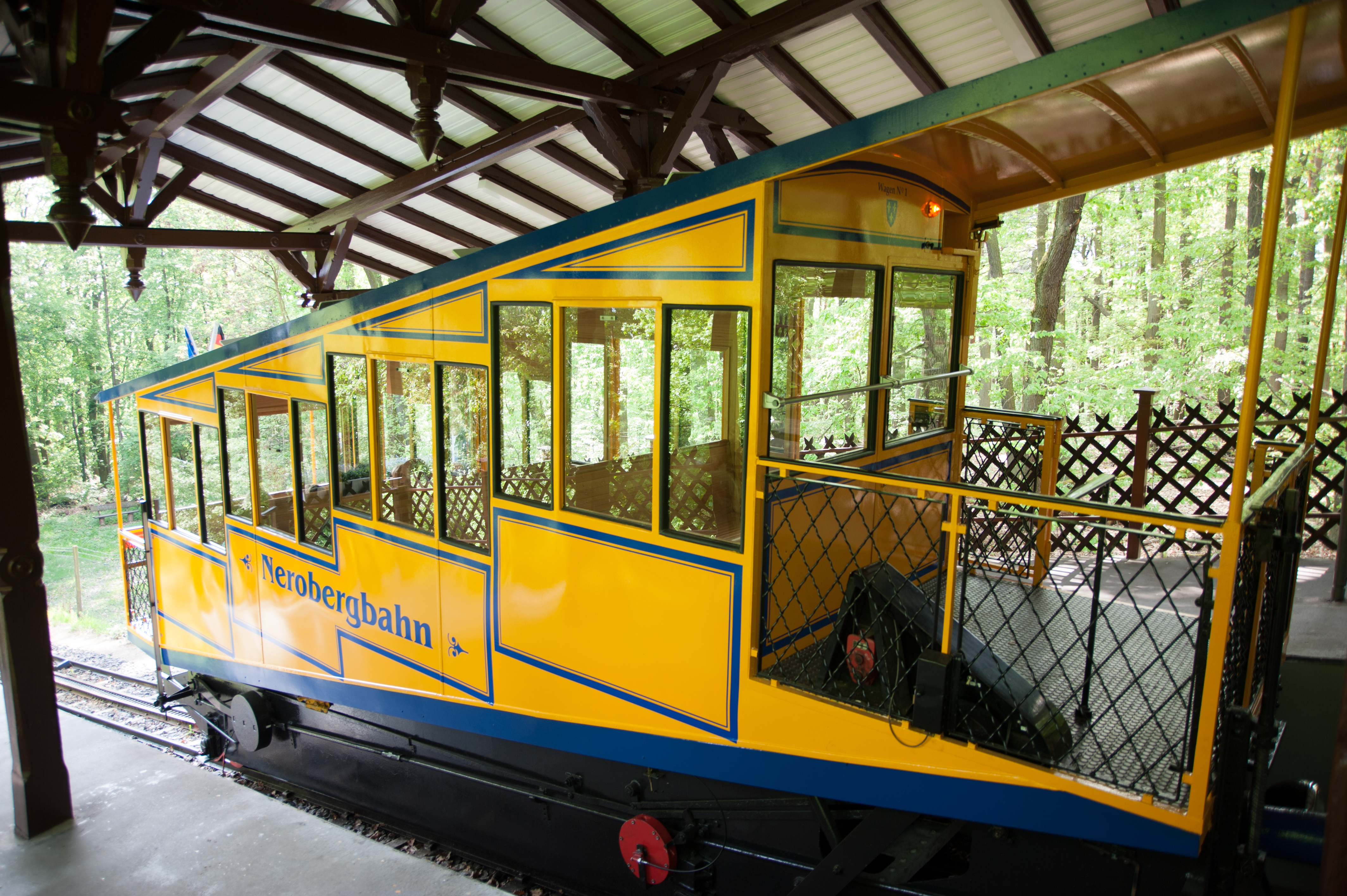
Charakteristische gelbe Wagen der Nerobergbahn
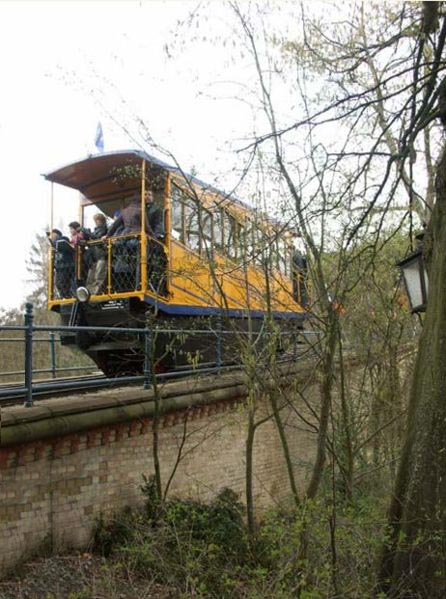
Wagen während der Fahrt
Die Nerobergbahn mit Talstation und Viadukt um 1907; rechts ist der ehemalige Schlot der Dampfmaschine zu erkennen.
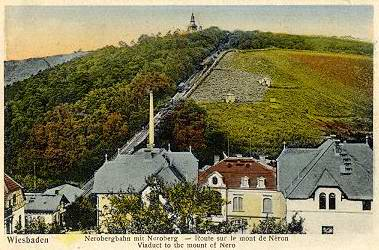
Nerobergbahn um 1900

## Bauweise und Technik

### Antriebstechnik

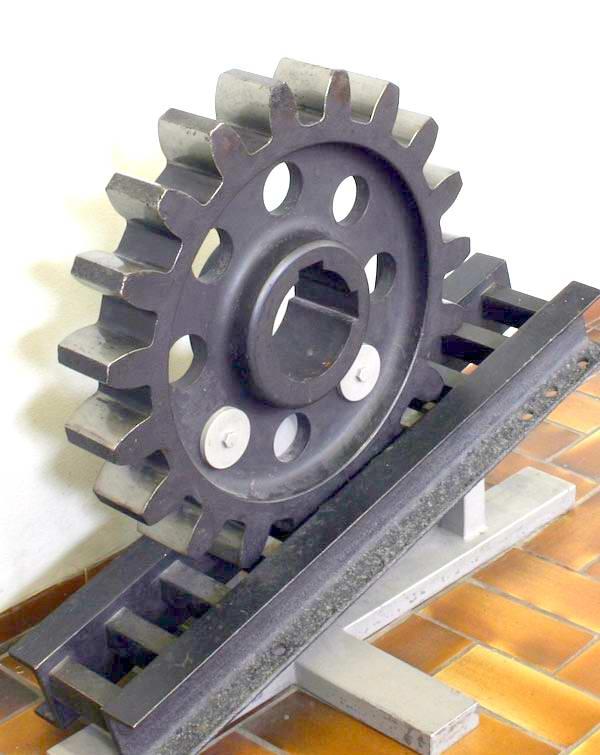
Die Zahnstangen des Systems Riggenbach dienen nur zur Geschwindigkeitsregulierung.

Einfüllstutzen für das Ballastwasser bei der Bergstation

Die Nerobergbahn ist eine Standseilbahn, deren Geschwindigkeit durch eine Handbremse reguliert wird, die über ein Zahnrad auf die Zahnstange in der Mitte des Gleises wirkt. Die Zahnstange dient ausschließlich als zusätzliche Bremse, da wegen der Neigung der Bahn nicht immer gesichert ist, dass alleine durch Radreibung jederzeit eine ausreichende Bremswirkung – und vor allem ein zuverlässiger Stillstand – erreicht werden kann. Hier „blockiert“ das Zahnrad in der Zahnstange zusätzlich.
Die Nerobergbahn gehört nicht zu den Zahnradbahnen, bei denen das Zahnrad Teil des Antriebsmechanismus ist und bei der Talfahrt – ähnlich wie bei der Nerobergbahn – als Sicherheits- und Standbremse dient. Bei der Nerobergbahn erfolgt der Antrieb über das Zugseil.
Der Antrieb basiert auf der Schwerkraft mittels Wasserballast. Die beiden Wagen sind durch ein 452 m langes Stahlseil über eine Seilscheibe (Umlenkrolle) in der Bergstation miteinander verbunden. Der talwärts rollende Wagen zieht den bergwärts fahrenden nach oben. Dazu muss er jedoch eine größere Masse aufweisen. Dies wird dadurch erreicht, dass der Wassertank des an der Bergstation stehenden Wagens aus zwei Reservoirs mit einem Fassungsvermögen von 350 m³ mit maximal 7.000 Liter befüllt wird.
Gefüllt wird abhängig von der durch die Talstation gemeldeten Zahl der Passagiere. An jedem Wagen ist an der Seite ein Wasserstandsanzeiger angebracht. Die Skalierung erfolgt in Zehnerschritten und wird in „Wasser“ ausgedrückt, wobei 1 „Wasser“ etwa dem Gewicht einer Person entspricht. Sobald – wiederum nach Abstimmung mit der Talstation – die Bremsen gelöst werden, strebt der an der Bergstation stehende Wagen talwärts und zieht durch sein höheres Gewicht den anderen Wagen am Stahlseil bergauf. Weil sich das Gefälle auf der Strecke ändert und sich das Seilgewicht verlagert, sind während der gesamten Fahrt mehrere Bremsnachstellungen erforderlich, damit die zulässige Höchstgeschwindigkeit von 7,3 km/h nicht überschritten wird.
Bei Fahrtende werden die Bremsen wieder arretiert und der unten angekommene Wagen entleert seinen Wasserballast in ein 200 m³ großes Reservoir. Von dort aus wird das Wasser durch eine elektrische Pumpe bei Bedarf wieder auf die Bergstation befördert, wo sich ein 350 m³ großer unterirdischer Speicher befindet. Betrieben wird das System also letztlich durch eine Pumpstation, die sich neben dem bergseitig gelegenen Viaduktbogen befindet. Seit 1916 erfolgt deren Antrieb elektrisch, bis dahin durch eine Dampfmaschine, die wegen der Tallage einen hohen Schornstein benötigte. Ursprünglich war vorgesehen, die Anlage ohne Pumpe zu betreiben. Das Reservoir auf dem Neroberg-Plateau sollte dazu mit Quellwasser aus der höher gelegenen Habelsquelle ▼ am Rabengrund gespeist werden.
Die Bahn wird seit vielen Jahren nur noch in den Sommermonaten betrieben, was der Nachfragesituation und wirtschaftlichen Zwängen Rechnung trägt. Früher war sie auch zu anderen Zeiten in Betrieb, eine Betriebseinstellung wegen zu starken Frostes und damit verbundener Vereisung ist nicht überliefert.
Der Nerobergbahn ursprünglich technisch sehr ähnlich war die wenige Monate zuvor eröffnete Turmbergbahn in Karlsruhe-Durlach. Dort wurden später jedoch zahlreiche Umbauten vorgenommen und der Antrieb auf elektrische Kraft umgestellt.

### Fahrweg

Gleisschema mit Ausweichstelle der Nerobergbahn

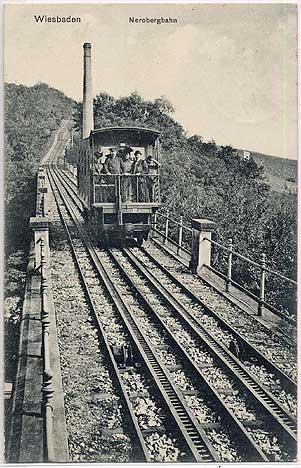
Spezialgleise der Nerobergbahn

Die Strecke verläuft aus der Talsohle des Nerotals zunächst über einen gemauerten Viadukt mit fünf Bögen in nordöstlicher Richtung und folgt anschließend mit immer geringer werdender Steigung dem Hang des Nerobergs. Die Gleisanlage verschwenkt ab dem Viadukt um etwa 4 Grad östlich.
Die Gleise bestehen aus drei Laufschienen, von denen die mittlere von beiden Wagen genutzt wird. Die beiden äußeren werden jeweils nur von einem Wagen befahren. Nur in dem Begegnungsabschnitt in der Mitte der Strecke gibt es auf einer Länge von 70 Metern zwei eigenständige Gleise für jeden Wagen (siehe Schemazeichnung). Auf diese Weise spart man für einen Großteil der Bahnanlage die vierte Schiene und braucht trotzdem keine wartungsaufwändigen Weichen.

## Geschwindigkeit
Es werden unterschiedliche Zahlen zur Höchstgeschwindigkeit genannt: Einerseits 6,78 km/h oder aber 7,3 km/h.

## Besonderheit
Seit einigen Jahren ist es auch an mehreren Tagen im Jahr möglich, sich auf der Nerobergbahn trauen zu lassen. Dazu wird die Bahn auf der Strecke angehalten, da die reine Fahrzeit für die Zeremonie zu kurz wäre.

## Ähnliche Bahnen
- Standseilbahn Neuveville–Saint-Pierre
- Funicolare di Montecatini Terme
- Elevador do Bom Jesus in Braga / Portugal
- Lynton and Lynmouth Cliff Railway in Devon/England
- Centre for Alternative Technology Railway in Macchynlleth, Wales